# Niles
Niles település az Amerikai Egyesült Államok Michigan államában, Berrien megyében. Lakosainak száma 11 988 fő (2020. április 1.).

## Közlekedés

### Vasút
A települést napi egy pár Blue Water néven futó Amtrak távolsági vonatjárat érinti.

## Népesség
| Lakosok száma | 12 204 | 11 600 | 11 988 |
|               | 2000   | 2010   | 2020   |